# Twierdzenie o zbieżności ciągu monotonicznego
Twierdzenie o zbieżności ciągu monotonicznego – twierdzenie w analizie matematycznej, ustanawiające warunek konieczny i wystarczający na to, by monotoniczny ciąg liczbowy był zbieżny.

## Wypowiedź twierdzenia
Niech {\displaystyle (a_{n})_{n\in \mathbb {N} }} będzie monotonicznym ciągiem liczb rzeczywistych. Wtedy ciąg ten ma (skończoną) granicę wtedy i tylko wtedy, gdy jest ograniczony.

### Dowód
Załóżmy, że ciąg {\displaystyle (a_{n})_{n\in \mathbb {N} }} jest niemalejący oraz ograniczony. Zbiór {\displaystyle \{a_{n}\}_{n\in \mathbb {N} }} jest niepusty i ograniczony z góry, więc na mocy aksjomatu ciągłości ma kres górny, niech {\displaystyle c=\sup _{n}\{a_{n}\}.} Dla każdego {\displaystyle \varepsilon >0,} istnieje takie naturalne {\displaystyle N,} że {\displaystyle a_{N}>c-\varepsilon ,} jako że w przeciwnym wypadku {\displaystyle c-\varepsilon } byłoby ograniczeniem górnym {\displaystyle \{a_{n}\},} mniejszym od {\displaystyle \sup _{n}\{a_{n}\},} co przeczy definicji {\displaystyle c,} jako najmniejszego ograniczenia górnego. Skoro {\displaystyle (a_{n})} jest niemalejący, to 
{\displaystyle \forall n>N,|c-a_{n}|=c-a_{n}\leqslant c-a_{N}<\varepsilon ,}
co oznacza, że ciąg {\displaystyle (a_{n})} jest zbieżny i jego granicą jest {\displaystyle \sup _{n}\{a_{n}\}.}
Implikacja w drugą stronę wynika z faktu, że każdy ciąg zbieżny jest ograniczony.
Dowód dla ciągu nierosnącego jest analogiczny – wykorzystuje własność mówiącą, że niepusty i ograniczony z dołu zbiór liczb rzeczywistych ma infimum